# Нитрат иттербия(III)
Нитрат иттербия(III) — неорганическое соединение,
соль иттербия и азотной кислоты с формулой Yb(NO3)3,
бесцветные кристаллы,
растворяется в воде,
образует кристаллогидраты.

## Получение
- Реакция иттербия и оксида азота в этилацетате:

{\displaystyle {\mathsf {Yb+3N_{2}O_{4}\ {\xrightarrow {}}\ Yb(NO_{3})_{3}+3NO\uparrow }}}

## Физические свойства
Нитрат иттербия(III) образует бесцветные гигроскопичные кристаллы
Растворяется в воде и этаноле.
Образует кристаллогидраты состава Yb(NO3)3•n H2O, где n = 4, 5, 6.